# Modlitwa za nieśmiałe korony drzew
Modlitwa za nieśmiałe korony drzew (ang. A Prayer for the Crown-Shy) – amerykańska, solarpunkowa nowela napisana przez Becky Chambers i opublikowana przez Tor.com 12 lipca 2022. To druga książka z serii Mnich i robot, poprzedzona przez Psalm dla zbudowanych w dziczy. W 2023 zdobyła Nagrodę Locusa dla najlepszej noweli. Była też nominowana do Nagrody Nebula. W Polsce ukazała się nakładem wydawnictwa Insignis 27 marca 2024 w tłumaczeniu Anny Krochmal i Roberta Kędzierskiego.

## Tło powstania
W 2018, dla swojego wydawnictwa Tor.com Publishing. Tor Books zleciło Becky Chambers napisanie dwutomowej serii nowel w ramach rodzącego się gatunku solarpunk. Poprzedni tom został wydany w 2021 i zdobył Nagrodę Hugo w kategorii najlepsza nowela.